# Muscle articulaire du genou
Le muscle articulaire du genou (ou muscle sous-crural ou muscle de Dupré ou muscle tenseur de la synoviale du genou) est un muscle du membre inférieur situé dans la loge fémorale antérieure.

## Description
Le muscle articulaire du genou est un petit muscle qui se situe dans le plan profond de la loge fémorale antérieure sous le muscle vaste intermédiaire. Il relie la face antérieure du fémur à la capsule articulaire de l'articulation du genou.

## Origine
Le muscle articulaire du genou se fixe sur la face antérieure du fémur sous le muscle vaste intermédiaire un des quatre chefs du muscle quadriceps fémoral.

## Trajet
Le muscle articulaire du genou est constitué de un ou deux corps musculaires grêles qui se dirigent en bas et en avant.

### Variation
La structure du muscle articulaire du genou peut être constituée de plusieurs faisceaux musculaires séparés,.
Il ne possède pas d'aponévrose distincte et sa largeur peut varier de 1,5 à 3 cm.
Généralement distinct du muscle vaste intermédiaire, il est parfois intriqué avec celui-ci.

## Terminaison
Le muscle articulaire du genou se termine dans le cul-de-sac sous-quadricipital de la synoviale du genou où il s'insère sur la capsule articulaire.

## Innervation
Le muscle articulaire du genou est innervé par le rameau du muscle articulaire du genou.

## Vascularisation
Le muscle articulaire du genou est  vascularisé par l'artère circonflexe fémorale latérale.

## Action
Le muscle articulaire du genou met en tension la capsule articulaire et la synoviale lors de l'extension de l'articulation du genou.